# Gorski izvor (distrikt i Chaskovo)
Gorski izvor (bulgariska: Горски извор) är ett distrikt i Bulgarien.   Det ligger i kommunen Obsjtina Dimitrovgrad och regionen Chaskovo, i den centrala delen av landet, 190 km öster om huvudstaden Sofia.
Trakten runt Gorski izvor består till största delen av jordbruksmark. Runt Gorski izvor är det ganska tätbefolkat, med 60 invånare per kvadratkilometer.